# Liriope tetraphylla
Liriope tetraphylla är en nässeldjursart som först beskrevs av Adelbert von Chamisso och Karl Wilhelm Eysenhardt 1821.  Liriope tetraphylla ingår i släktet Liriope och familjen Geryoniidae. Inga underarter finns listade i Catalogue of Life.

## Bildgalleri

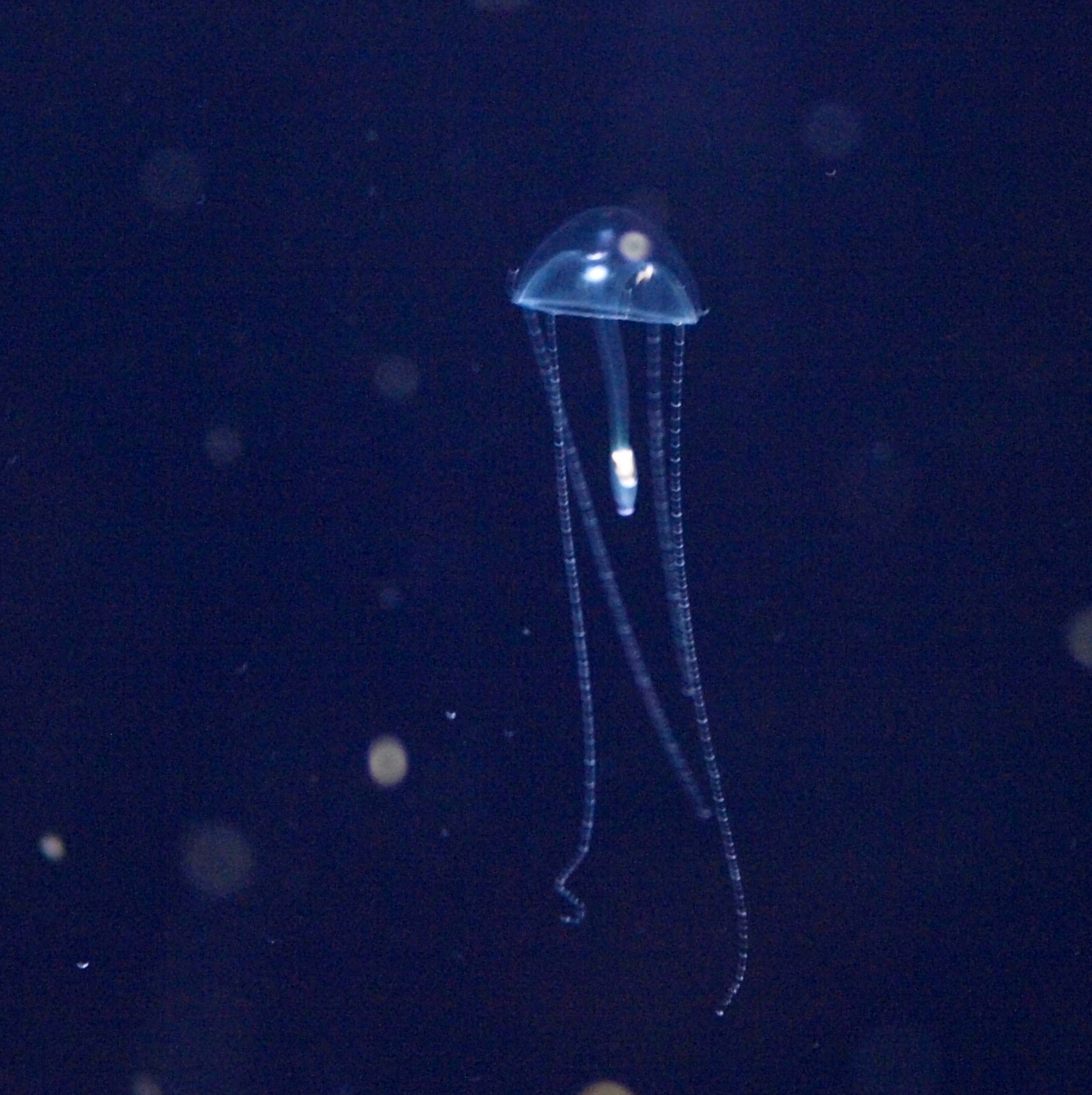
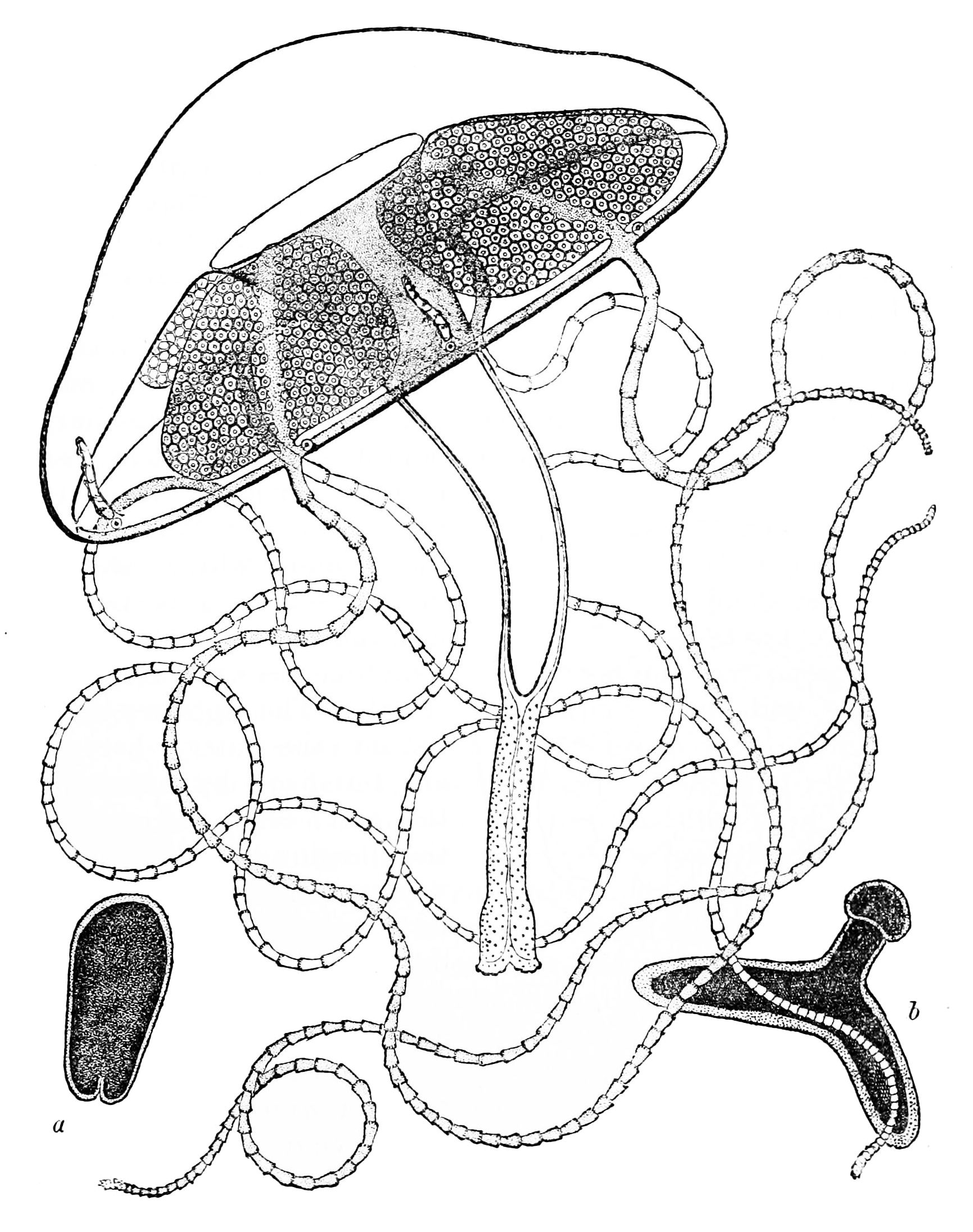
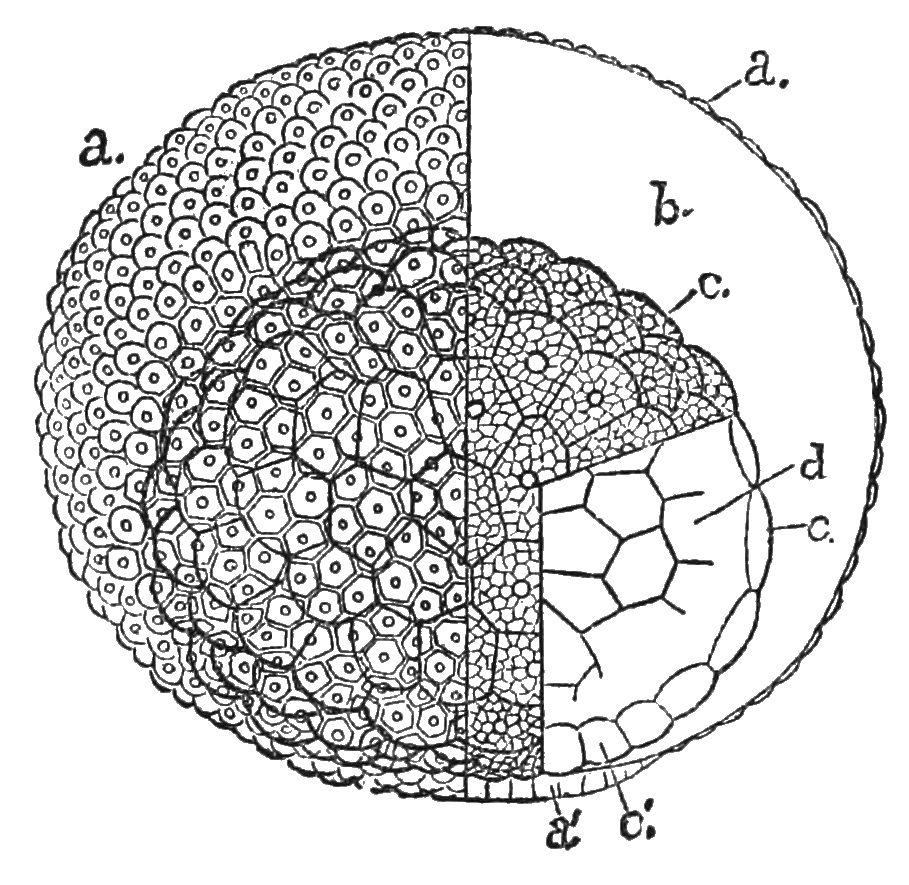
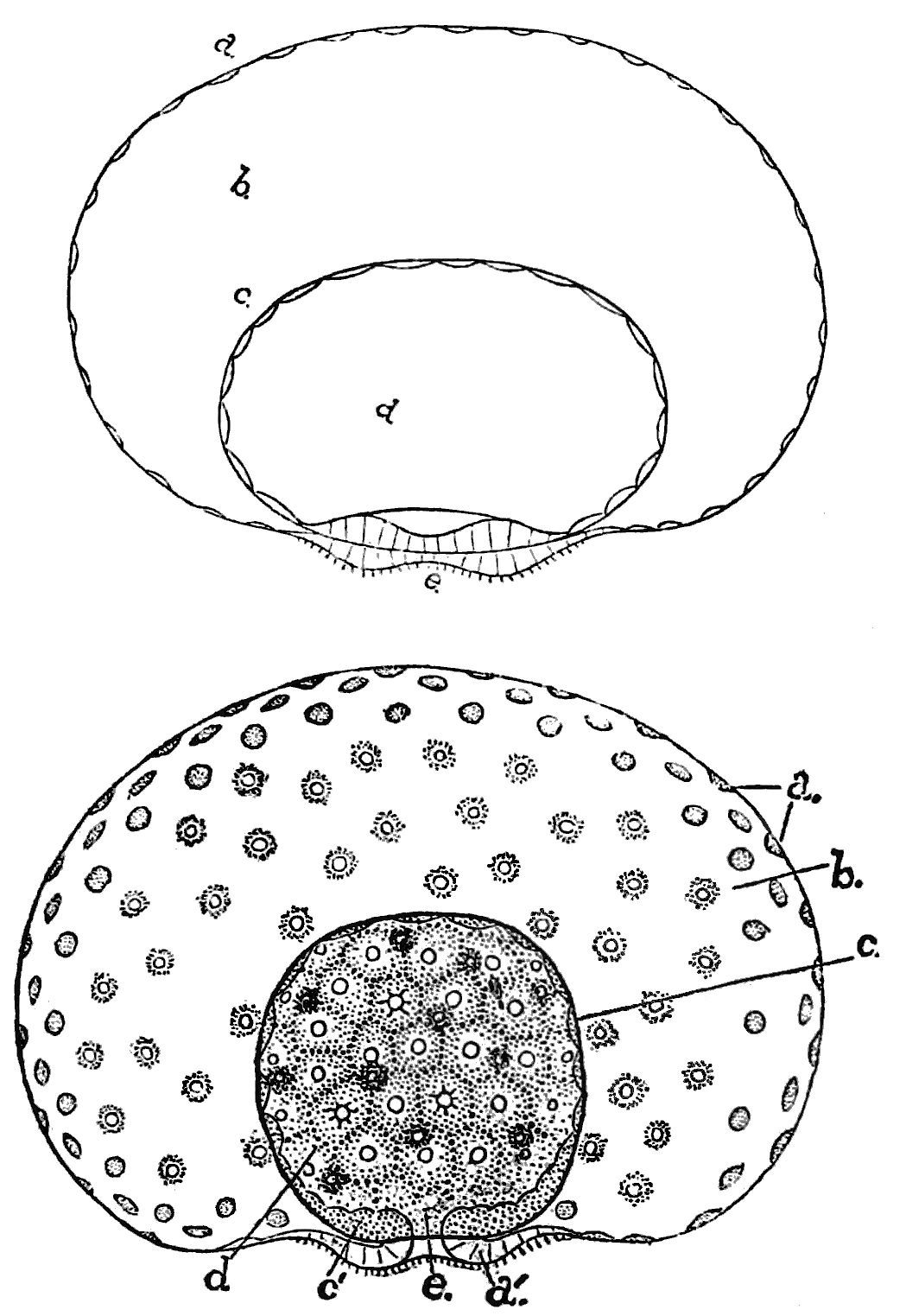
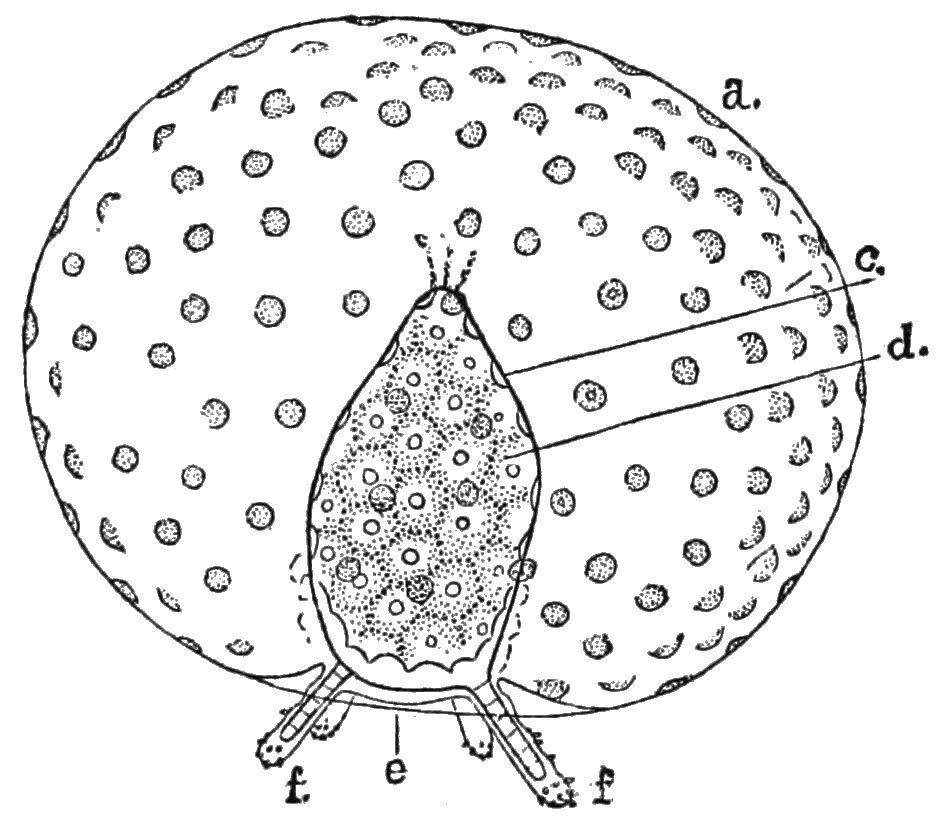
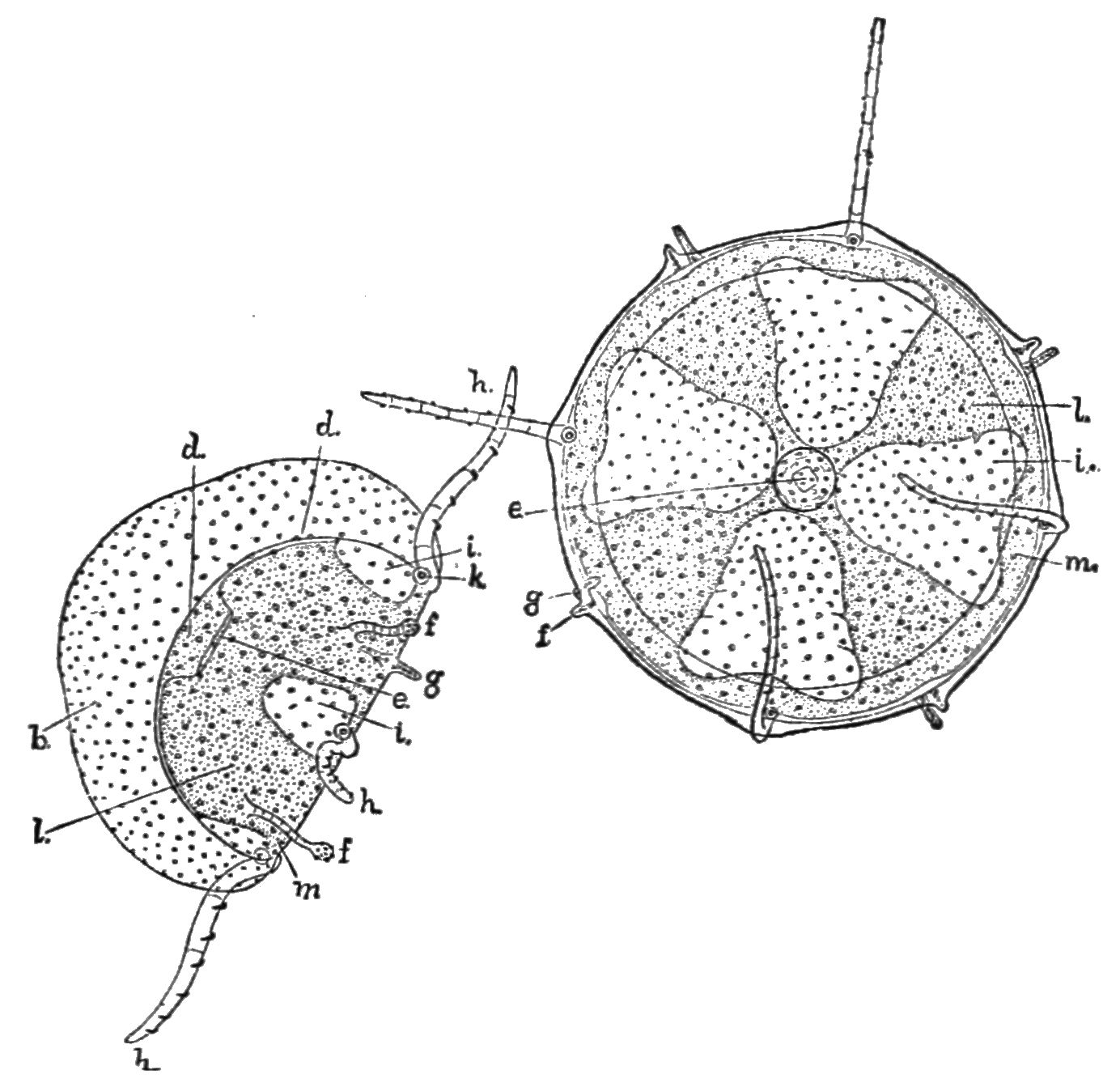